# フォールト (技術用語)
技術用語のフォールト（英語: fault）について解説する。
いくつか定義がある。
- ISO 10303-226の定義 - 部品、機器、サブシステムレベルでの異常な状態または欠陥であり、故障（failure）につながる可能性があるもの。
- アメリカの連邦規格1037C(電気通信分野の規格）による定義では以下の3つが挙げられている
  - 機能ユニットが要求された機能を果たすことができない原因となる偶発的な状態。#ランダムフォールトを参照。
  - 再現性のある誤動作または致命的な誤動作を引き起こす欠陥。誤動作は、同じ状況下で一貫して発生する場合、再現可能とみなされる。#システマティックフォールトを参照。
  - 電力システムにおいて、通電導体間または通電導体・接地間の意図しない短絡または部分的な短絡。漏電(electrical fault)を参照。

## ランダムフォールト
ランダムフォールト(random fault)とは、摩耗などの劣化により発生するフォールトである。ランダムフォールトが発生する時間を特定することはできないが、機器の集団の中で平均的にこのようなフォールトが発生する割合は、正確に予測することができる。製造業者は、その可能性が事実上無視できるものであれば、ランダムに発生するフォールトをリスクとして受け入れることが多い。フォールトは、ほぼすべての物体や機器に発生する可能性があり、電子機器や機械に最も多く発生する。

## システマティックフォールト
システマティックフォールト(systematic faults)は、機器の仕様に誤りに起因するフォールトであり、その種類の全ての例に影響を与える。システマティックフォールトは、障害が発生する条件が整うまで、何年も発見されないことがある。同じ状況であれば、その時点で全ての機器で同じようにフォールトが発生する。